# Selenòpids
Els selenòpids (Selenopidae) són una família d'aranyes araneomorfes descrita per Eugène Simon el 1897. Formen part dels grup de les anomenades aranyes cranc, que tenen una disposició característica de les cames com els crancs, moviments semblants, i un cos aplanat; té en la família dels tomísids els exemplars més coneguts. Els selenòpids s'anomenen més concretament "aranyes cranc de paret" ("wall crab spiders") i tenen el gènere Selenops com el representant patró de la família.
Com totes les aranyes entelegines, tenen vuit ulls. Es poden veure en parets o sota les pedres tot i que les seves coloracions mimètiques fa que siguin difícils de distingir de l'entorn. Són bastant àgils i molt difícils de capturar.
Tenen una distribució principalment tropical, fonamentalment per Àfrica, Austràlia, Amèrica del Sud i Central, regió mediterrània i algunes zones d'Àsia. El gènere Anyphops es limita a l'Àfrica subsahariana i el gènere Hovops es troba només a Madagascar.

## Sistemàtica
Segons el World Spider Catalog amb data de 7 de gener de 2019, aquesta família té reconeguts 10 gèneres i 259 espècies existents. El creixement dels darrers anys és considerable, ja que el 30 d'agost del 2006 es reconeixien 4 gèneres i 189 espècies. Els 10 gèneres són:
- Amamanganops Crews & Harvey, 2011 (Filipines)
- Anyphops Benoit, 1968 (Àfrica, Madagascar)
- Garcorops Corronca, 2003 (Madagascar, illes Comores)
- Godumops Crews & Harvey, 2011 (Nova Guinea)
- Hovops Benoit, 1968 (Madagascar, illes Reunion)
- Karaops Crews & Harvey, 2011 (Australàsia)
- Makdiops Crews & Harvey, 2011 (Índia, Nepal)
- Pakawops Crews & Harvey, 2011 (Taiwan)
- Selenops Latreille, 1819 (Amèrica, Àsia, Àfrica, Mediterrani)
- Siamspinops Dankittipakul & Corronca, 2009 (sud-est d'Àsia)

### Superfamília Selenopoidea
Els selenòpids havien sigut l'única família representant de la superfamília dels selenopoïdeus (Selenopoidea). Les aranyes, tradicionalment, havien estat classificades en famílies que van ser agrupades en superfamílies. Quan es van aplicar anàlisis més rigorosos, com la cladística, es va fer evident que la major part de les principals agrupacions utilitzades durant el segle XX no eren compatibles amb les noves dades. Actualment, els llistats d'aranyes, com ara el World Spider Catalog, ja ignoren la classificació de superfamílies.